# 库班盾章
库班盾章（德語：Ärmelschild Kuban）是第二次世界大战期间納粹德國的一项奖章,设立于1943年9月21日，主要颁发给在苏联境内的库班桥头堡战斗过的德意志國防軍人员。頒發时间从1943年2月开始直到1943年10月桥头堡被放弃为止。

## 设计
该章的设计与克里米亚盾章类似，由薄金属片或锌冲压而成，还有古铜色涂层。盾徽顶端是展翅的鹰徽，雄鹰抓着月桂花环，花环中有一个卐字徽。花环两侧分别有“19”和“43”字样。鹰徽的正下方为全部大写的“KUBAN”字样。这行字下面是库班地区的非写实地图，上面有一条阶梯状的线，代表着德军在战役中的防线。地图上还写有德军曾保卫过的桥头堡的地名（全部为大写）：KRYMSKAJA、LAGUNEN和NOWOROSSIJSK  。
盾章的佩戴位置是制服左袖上部。盾章背后的衬布颜色与获奖者制服的颜色一致：
- 绿色为納粹德國陸軍
- 蓝色代表納粹德國空軍
- 黑色用于装甲兵

## 颁发标准
- 在桥头堡服役至少60 天，或
- 在保卫桥头堡的过程中负伤，或
- 参加过至少一次发生在桥头堡的主要战斗